# Ixmaloyuca
Ixmaloyuca är en ort i Mexiko.   Den ligger i kommunen Zongolica och delstaten Veracruz, i den sydöstra delen av landet, 240 km öster om huvudstaden Mexico City. Ixmaloyuca ligger 1 104 meter över havet och antalet invånare är 216.
Terrängen runt Ixmaloyuca är kuperad åt nordost, men åt sydväst är den bergig. Runt Ixmaloyuca är det ganska tätbefolkat, med 222 invånare per kvadratkilometer. Närmaste större samhälle är Cuichapa, 11,5 km nordost om Ixmaloyuca. I omgivningarna runt Ixmaloyuca växer i huvudsak städsegrön lövskog.